# 埃斯佩尔
埃斯佩尔（法語：Espère，法語發音：[ɛspɛʁ] ⓘ）是法国洛特省的一个市镇，属于卡奥尔区。

## 地理
埃斯佩尔（44°30'43"N, 1°22'34"E）面积6.31 平方千米，位于法国奧克西塔尼大區洛特省，该省份为法国西南部内陆省份，北起顺时针与科雷兹省、康塔爾省、阿韦龙省、塔恩-加龙省、洛特-加龍省和多尔多涅省接壤。
与埃斯佩尔接壤的市镇（或旧市镇、城区）包括：卡亚克、卡拉马讷、克赖萨克、梅屈埃斯、尼泽茹尔。

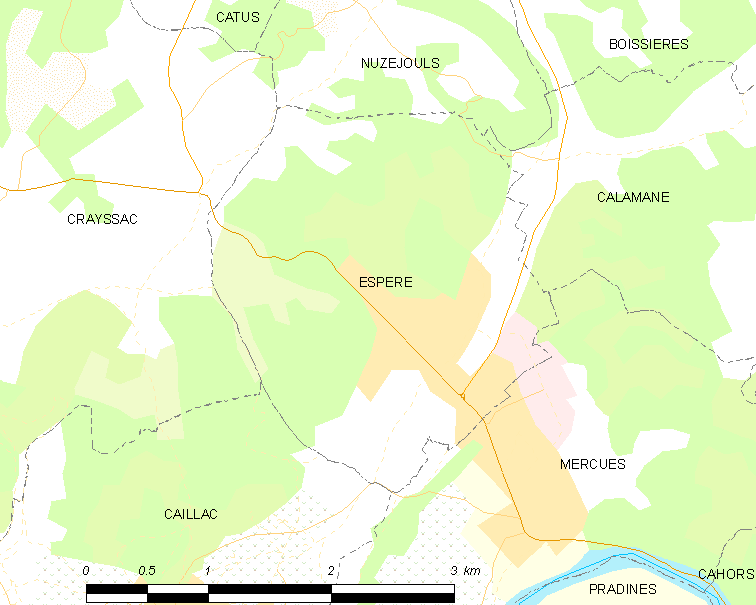
埃斯佩尔的OSM定位图

埃斯佩尔的时区为UTC+01:00、UTC+02:00（夏令时）。

## 行政
埃斯佩尔的邮政编码为46090，INSEE市镇编码为46095。

## 政治
埃斯佩尔所属的省级选区为科斯和布里亚讷县。

## 人口

1962-2008年间埃斯佩尔人口变化图示

埃斯佩尔于2022年1月1日时的人口数量为987人。